# محوطه تول ۴
محوطه تول ۴ مربوط به دوران پیش از تاریخ ایران باستان تا دوران‌های تاریخی پس از اسلام است و در شهرستان طوالش، بخش مرکزی، روستای تول واقع شده و این اثر در تاریخ ۱۱ شهریور ۱۳۸۲ با شمارهٔ ثبت ۹۹۲۰ به‌عنوان یکی از آثار ملی ایران به ثبت رسیده است.